# Олег (бронепалубен крайцер, 1903)
Вижте пояснителната страница за други значения на Олег.
Олег (на руски: Олег) е бронепалубен крайцер от 1-ви ранг на Руския императорски флот. Последен кораб от типа „Богатир“. Строител на кораба е старшият корабостроител Александър Иванович Мустафин. Участва в Цушимското сражение, оцелява и е интерниран в Манила. След войната се връща в Балтика. Участва в Първата световна война. Участва в гражданската война (десанта в Хунгербург от 28 ноември 1918 г.; потушаване на въстанието на форта „Красная Горка“ 13 – 15 юни 1919 г.); в състава е на ДОТ (действащия отряд кораби).

## Руско-Японска война
По време на Руско-Японската война крайцерът „Олег“, в състава на Втора Тихоокеанска ескадра, извършва трудно плаване от Кронщат към бреговете на Япония. Крайцерът оглавява т. нар. отряд на Добротворски, който преминавайки през Средиземно море и Суецкия канал се присъединява към основните сили на адмирал Рожественски при остров Мадагаскар. Едва що спуснатия на вода съд, има много проблеми, отначало постоянно се чупят машините, но по-късно показва в този поход нелоши мореходни качества, давайки при номинално натоварване скорост до 23 възела.
В хода ма Цушимското сражение крайцерът, заедно с бронепалубния крайцер „Аврора“, героично отразява атаките на два отряда японски крайцери, защитавайки своите транспорти и по-бавните стари крайцери. Добрата маневреност и преимуществото му по скорост позволяват на тези два кораба няколко часа да водят бой с превъзхождащите сили на противника. Обаче към вечерта, в течение на къс период от време, крайцерът получава около 10 пробойни от японските броненосни крайцери 1 ранг „Ниссин“ и „Касуга“; на кораба започва пожар, появява се крен по десния борд до 15 градуса. Само хладнокръвието и находчивостта на капитан Леонид Фьодорович Добротворский позволява на крайцера да се измъкне от зоната на обстрел. Сутринта, след като губи от поглед остатъците от ескадрата, „Олег“, „Аврора“ и присъединилия се към тях крайцер „Жемчуг“ решават да поемат към неутралното пристанище Манила, където и са интернирани.
В резултат на боя „Олег“ получава 12 пробойн, много от които са разположени близо до водолинията. При силно вълнение в морете съда може с лекота да потъне. Получават сериозни повреди и ходовите машини на кораба. В боя загиват 13 члена на екипажа, 31 са ранени.
В Манила, след разоръжаване, крайцерът провежда ремонт, и през март 1906 г. се връща в Балтика.

## Гибел на крайцера
За потушаване на въстанието на форта „Красная горка“ е задействан Червеният Балтийски флот. Сред корабите е и крайцерът „Олег“. Отрядът кораби, участващи в ликвидацията на въстанието, активно маневрира във Финския и Копорския заливи, обстрелвайки фортовете „Красная горка“ и „Серая лошад“. Англичаните, чиято ескадра се намира в Балтийско море и си поставя за цел унищожаването на Балтийския флот, решават да се възползват от активността на корабите, за да ги атакува.
През нощта на 17 срещу 18 юни, когато въстанието вече е потушено, крайцерът „Олег“ е на котва между кронщатските маяци. Крайцерът се охранява от стражеви кораби, между които незабелязан към крайцера се приближава бързоходният английски торпеден катер CMB 4 от отряда катери на Аугустос Eгара и изстрелва торпедо, което уцелва крайцера в левия борд в района на огнярското отделение. Крайцерът започва бързо да се накренява. Изгасва осветлението. Командирът на крайцера, Николай Григориевич Милашевич, дава заповед за бойна тревога, но тъй като тръбача отсъства, това не е изпълнено:с. 184. Открит е огън от носовия плутонг, стрелба се води най-вероятно с дълбочинни снаряди, използвани за отразяване на атаки от подводници. Не успяват да наводнят цистерните по десния борд за изравняване на крена и 12 минути след атаката крайцерът „Олег“ потъва. Загиват 5 члена на екипажа, още петима са ранени. Огънят на стражевите кораби и на самия „Олег“ срещу торпедния катер няма успех.
Извадените от крайцера „Олег“ котви през 1923 г. са поставени на крайцера „Аврора“, който губи всичките си котви през 1919 г. при тренировъчно излизане в състава на други кораби на позиции за планирано потопяване, което има за цел да прегради пътя на корабите на интервентите.
Корпусът на крайцера е изваден от водата и разкомплектован за скрап през 1938 г.

## Командири на крайцера
- 1902 – 1904 – капитан 1-ви ранг Лебедев, Иван Николаевич
- 1904 – 1907 – капитан 1-ви ранг Добротворски, Леонид Фьодорович
- 20 декември 1907 – 1 декември 1908 – капитан 1-ви ранг Гирс, Александър Константинович
- 1 декември 1908 – 1911 – капитан 1-ви ранг Плансон, Константин Антонович
- 1 януари 1912 – 14 септември 1912 – Велик княз Кирил Владимирович
- 1913 – 1915 – Трухачов, Пьотр Лвович
- 7 юли 1915 – 26 ноември 1915 – Веселаго, Николай Николаевич
- 1915 – 1917 – капитан 1-ви ранг Полушкин, Александър Сергеевич
- 1917 – Поляков
- 1917 – 1918 – военмор Салтанов, Алексей Василиевич
- 1919 – Милашевич, Николай Григориевич

## Еднотипни кораби
- „Богатир“
- „Очаков“ (впоследствие „Кагул“ и „Генерал Корнилов“)
- „Кагул“ (впоследствие „Памят Меркурия“ и „Коминтерн“)
- „Витяз“ (изгаря по време на строителството)